# Wronskiano

Representación geométrica del Wronskiano

En matemática, el wronskiano es un determinante introducido en 1812 por el polaco Wrońsky (1776-1853) y nombrado en 1882 por el matemático escocés Thomas Muir (1844 – 1934). Se utiliza en el estudio de las ecuaciones diferenciales ordinarias, donde a veces puede ser utilizado para mostrar que un conjunto de soluciones es linealmente independiente.
Dado un conjunto de {\displaystyle n} funciones que son ({\displaystyle n-1})-veces derivables, {\displaystyle f_{1},f_{2},...,f_{n}}, el wronskiano {\displaystyle W(f_{1},f_{2},...,f_{n})}está dado por:

{\displaystyle W(f_{1},\ldots ,f_{n})(x)={\begin{vmatrix}f_{1}(x)&f_{2}(x)&\cdots &f_{n}(x)\\f_{1}'(x)&f_{2}'(x)&\cdots &f_{n}'(x)\\\vdots &\vdots &\ddots &\vdots \\f_{1}^{(n-1)}(x)&f_{2}^{(n-1)}(x)&\cdots &f_{n}^{(n-1)}(x)\end{vmatrix}},\qquad x\in I.}

El wronskiano es el determinante de la matriz construida al colocar las funciones en el primer renglón (o fila), la primera derivada de cada función en el segundo renglón, y así hasta la derivada n-1, formando así una matriz cuadrada, algunas veces llamada matriz fundamental.
En una ecuación diferencial lineal de segundo orden, el wronskiano puede ser calculado por computadora más fácilmente por la identidad de Abel.

## El wronskiano y dependencia lineal (DAMA)
Las funciones {\displaystyle X_{1},...,X_{n}:[a,b]\rightarrow \mathbb {R} } son linealmente independientes si 
{\displaystyle \alpha _{1}X_{1}(t)+...+\alpha _{n}X_{n}(t)=0} para todo {\displaystyle t\in [a,b]}{\displaystyle \rightarrow \alpha _{1}=...=\alpha _{n}=0}.
Nótese que si existe algún {\displaystyle t\in [a,b]} tal que los vectores {\displaystyle X_{1}(t),...,X_{n}(t)} son linealmente independientes, las funciones {\displaystyle X_{1},...,X_{n}:[a,b]\rightarrow \mathbb {R} } también lo serán. Puesto que los vectores {\displaystyle X_{1}(t),...,X_{n}(t)} son linealmente independientes si y solo si {\displaystyle W[X_{1}(t),...,X_{n}](t)\neq 0}, si hay algún {\displaystyle t\in [a,b]} para el que el wronskiano no se anule, tendremos que las funciones {\displaystyle X_{1},...,X_{n}:[a,b]\rightarrow \mathbb {R} } son linealmente independientes.
No obstante, aunque los vectores {\displaystyle X_{1}(t),...,X_{n}(t)} sean linealmente dependientes para cada {\displaystyle t\in [a,b]}, las funciones  {\displaystyle X_{1},...,X_{n}:[a,b]\rightarrow \mathbb {R} } podrían ser linealmente independientes, como se ve en el siguiente ejemplo.

##### Ejemplo
Las funciones {\displaystyle C^{1}([-1,1];\mathbb {R} )} dadas por:
{\displaystyle X_{1}(t)={\begin{pmatrix}t^{3}\\3t^{2}\end{pmatrix}},\quad \quad X_{2}(t)=\left\{{\begin{matrix}{\begin{pmatrix}-t^{3}\\-3t^{2}\end{pmatrix}},&t\in [-1,0],\\{\begin{pmatrix}t^{3}\\3t^{2}\end{pmatrix}},&t\in (0,1],\end{matrix}}\right.\quad }
son evidentemente linealmente independientes. Sin embargo, es inmediato comprobar que {\displaystyle W[X_{1},X_{2}](t)=0} para todo {\displaystyle t\in [-1,1]}.
Este ejemplo muestra que el hecho de que el Wronskiano de un conjunto de {\displaystyle n} funciones se anule en un punto de un intervalo, o incluso en todos los puntos del intervalo, no implica que las funciones sean linealmente dependientes en el intervalo. Sin embargo, sí lo implica si las funciones son solución de un sistema lineal homogéneo de dimensión {\displaystyle n} de ecuaciones diferenciales de orden 1, como vemos a continuación.

### Teorema
Sean {\displaystyle X_{1},...,X_{n}\in C^{1}([a,b];\mathbb {R} ^{n})} soluciones del sistema lineal homogéneo de dimensión {\displaystyle n} con coeficientes continuos {\displaystyle X'=A(t)X}. Si hay algún {\displaystyle t\in [a,b]} tal que los vectores {\displaystyle X_{1}(t),...,X_{n}(t)} son linealmente dependientes, entonces las soluciones {\displaystyle X_{1},...,X_{n}} son linealmente dependientes.
El resultado es consecuencia del Teorema de Picard-Lindelöf
| Demostración |
| Sea {\displaystyle t_{0}\in [a,b]} tal que {\displaystyle X_{1}(t_{0}),...,X_{n}(t_{0})} son linealmente dependientes. Existen constantes {\displaystyle \alpha _{1},...,\alpha _{n}}, no todas {\displaystyle 0}, tales que {\displaystyle \alpha _{1}X_{1}(t_{0})+...+\alpha _{n}X_{n}(t_{0})=0}. Definimos la función auxiliar {\displaystyle G(t)=\alpha _{1}X_{1}(t)+...+\alpha _{n}X_{n}(t)}. Como {\displaystyle X_{1},...,X_{n}} son soluciones del sistema lineal homogéneo, cualquier combinación lineal de ellas es también solución. Por tanto {\displaystyle G(t)} verifica la ecuación diferencial matricial: {\displaystyle G'=AG,\quad t\in [a,b],\quad G(t_{0})=0.} Por el Teorema de Existencia y Unicidad, {\displaystyle G\equiv 0} es la única solución. Por consiguiente, {\displaystyle \alpha _{1}X_{1}(t_{0})+...+\alpha _{n}X_{n}(t_{0})=0} para todo {\displaystyle t\in [a,b]}. Puesto que no todos los {\displaystyle \alpha _{j}}, {\displaystyle j=1,..,n}, son nulos, concluimos que las funciones {\displaystyle X_{1},...,X_{n}} son linealmente dependientes. |

###### Corolario
Sean {\displaystyle X_{1},...,X_{n}:C^{1}([a,b]\rightarrow \mathbb {R} ^{n})} soluciones del sistema lineal homogéneo de dimenxión {\displaystyle n} con coeficientes continuos {\displaystyle X'=A(t)X}. Entonces:
1. O bien {\displaystyle W[X_{1}(t),...,X_{n}](t)\neq 0} para todo {\displaystyle t\in [a,b]}, o bien {\displaystyle W[X_{1}(t),...,X_{n}](t)=0} para todo {\displaystyle t\in [a,b]}.
2. {\displaystyle X_{1},...,X_{n}} son linealmente independientes si y solo si {\displaystyle W[X_{1},...,X_{n}](t)\neq 0} para todo {\displaystyle t\in [a,b]}.

###### Aplicación del corolario en algunos ejemplos
- Considérese las funciones {\displaystyle X_{1}(t)=t^{2},}{\displaystyle X_{2}(t)=t,} y {\displaystyle X_{3}(t)=1,} definidas para un número real t. Obténgase el wronskiano:

{\displaystyle W={\begin{vmatrix}t^{2}&t&1\\2t&1&0\\2&0&0\end{vmatrix}}=-2.}
Se ve que {\displaystyle W} no es idénticamente {\displaystyle 0}, así que estas funciones deben ser linealmente independientes.
- Sean {\displaystyle X_{1}(t)=2t^{2}+3}, {\displaystyle X_{2}(t)=t^{2}}, y {\displaystyle X_{3}(t)=1} soluciones de un sistema lineal homogéneo. Estas funciones son claramente dependientes, ya que {\displaystyle 2t^{2}+3=2(t^{2})+3(1)}. Así, el wronskiano debe ser cero, siguiendo un pequeño cálculo:

{\displaystyle W={\begin{vmatrix}2t^{2}+3&t^{2}&1\\4t&2t&0\\4&2&0\end{vmatrix}}=8t-8t=0.}
Como toda ecuación diferencial lineal de orden {\displaystyle n} se puede escribir en forma de sistema de orden 1 y tamaño {\displaystyle n}, podemos emplear este teorema para determinar la dependencia lineal de un conjunto de soluciones de dicha ecuación.  Por ejemplo, si queremos verificar si dos soluciones de una ecuación diferencial lineal de segundo orden son independientes, se puede usar el wronskiano

## Wronskiano de un sistema de ecuaciones diferenciales lineales general de orden n
Sea el sistema:
{\displaystyle \left\{{\begin{matrix}x'_{1}(t)=&f_{1}(t,x_{1},x_{2},...,x_{n}),\\x'_{2}(t)=&f_{2}(t,x_{1},x_{2},...,x_{n}),\\\vdots \\x'_{n}(t)=&f_{n}(t,x_{1},x_{2},...,x_{n}),\end{matrix}}\right.}
para el cual se tienen soluciones:
{\displaystyle {\vec {z_{1}}}=(z_{11},z_{21},...,z_{n1}),{\vec {z_{2}}}=(z_{12},z_{22},...,z_{n2}),...,{\vec {z_{n}}}=(z_{1n},z_{2n},...,z_{nn})}.
Se define el Wronskiano del sistema como:
{\displaystyle W({\vec {z_{1}}},{\vec {z_{2}}},...,{\vec {z_{n}}})={\begin{vmatrix}z_{11}&z_{12}&\dots &z_{1n}\\z_{21}&z_{22}&\dots &z_{2n}\\\vdots &\vdots &\ddots &\vdots \\z_{n1}&z_{n2}&\dots &z_{nn}\end{vmatrix}}.}
Sean {\displaystyle x_{1},x_{2},\dots ,x_{n}} soluciones de la siguiente ecuación de orden {\displaystyle n}:
{\displaystyle x^{(n)}(t)=a_{0}(t)+a_{1}(t)x(t)+a_{2}(t)x'(t)+\dots +a_{n-1}(t)x^{(n-1)}(t)}.
Esta ecuación es equivalente a un sistema de {\displaystyle n} ecuaciones de orden 1. Cada solución de la ecuación genera un vector que es solución del sistema. Si definimos: {\displaystyle y_{1}=x,y_{2}=x',\dots ,y_{n}=x^{(n-1)}}, se obtiene el sistema:
{\displaystyle \left\{{\begin{matrix}y_{1}'=&y_{2},\\y_{2}'=&y_{3},\\\vdots &\vdots \\y_{n}'=&a_{0}(t)+a_{1}(t)y_{1}+\dots +a_{n-1}(t)y_{n}.\end{matrix}}\right.}
Reescrito en forma matricial:
{\displaystyle {\vec {Y'}}=A{\vec {Y}}+B}
con:
{\displaystyle {\vec {Y'}}=\left({\begin{matrix}y'_{1}\\y'_{2}\\\vdots \\y'_{n-1}\\y'_{n}\end{matrix}}\right),\quad A=\left({\begin{matrix}0&1&0&\dots &0\\0&0&1&\dots &0\\\vdots &\vdots &\vdots &\ddots &\vdots \\0&0&0&\dots &1\\a_{1}&a_{2}&a_{3}&\dots &a_{n}\end{matrix}}\right),\quad {\vec {Y}}=\left({\begin{matrix}y_{1}\\y_{2}\\\vdots \\y_{n-1}\\y_{n}\end{matrix}}\right),\quad B=\left({\begin{matrix}0\\0\\\vdots \\0\\a_{0}\end{matrix}}\right)}.
Recíprocamente si {\displaystyle {\vec {Z}}=(z_{1},z_{2},...,z_{n})} es una solución del sistema, se cumple que:
{\displaystyle \left\{{\begin{matrix}z_{2}=z'_{1},\\z_{3}=z'_{2}=z''_{1},\\\vdots \\z_{n}=z'_{n-1}=\dots =z_{1}^{(n-1)}.\end{matrix}}\right.}
De este modo, se tendría {\displaystyle z_{1}^{n}=z'_{n}=a_{0}(t)+a_{1}(t)z(t)+a_{2}(t)z'(t)+\dots +a_{n-1}(t)z^{(n-1)}(t)}. Por lo tanto, si el vector
{\displaystyle {\vec {Z}}=\left({\begin{matrix}z_{1}\\z'_{1}\\\vdots \\z_{1}^{(n-1)}\end{matrix}}\right),}
resuelve el sistema, {\displaystyle z_{1}} resuelve la ecuación.
Veamos que el wronskiano de {\displaystyle n} soluciones de la ecuación coincide con el wronskiano de los correspondientes {\displaystyle n} vectores solución del sistema equivalente. 
Para la formulación del problema como ecuación el wronskiano queda, por definición:
{\displaystyle W(x_{1},x_{2},\dots ,x_{n})={\begin{vmatrix}x_{1}&x_{2}&\dots &x_{n}\\x'_{1}&x'_{2}&\dots &x'_{n}\\\vdots &\vdots &\ddots &\vdots \\x_{1}^{(n-1)}&x_{2}^{(n-1)}&\dots &x_{n}^{(n-1)}\end{vmatrix}}}.
Para la formulación como sistema, el wronskiano, agrupando los vectores solución en una matriz de tamaño {\displaystyle n\times n}, como:
{\displaystyle W({\vec {X_{1}}},{\vec {X_{2}}},\dots ,{\vec {X_{n}}})={\begin{vmatrix}x_{1}&x_{2}&\dots &x_{n}\\x'_{1}&x'_{2}&\dots &x'_{n}\\\vdots &\vdots &\ddots &\vdots \\x_{1}^{(n-1)}&x_{2}^{(n-1)}&\dots &x_{n}^{(n-1)}\end{vmatrix}}}.
De esta forma observamos que es equivalente la formulación del Wronskiano de soluciones de una ecuación y la formulación del Wronskiano de soluciones del sistema asociado a dicha ecuación.
{\displaystyle W(x_{1},x_{2},\dots ,x_{n})=W({\vec {X_{1}}},{\vec {X_{2}}},\dots ,{\vec {X_{n}}}).}

#### Ejemplo caso n=2
Sea la edo de segundo orden:
{\displaystyle x''=5x'-6x}
podemos comprobar, mediante sustitución, como par de soluciones para nuestra ecuación: {\displaystyle x_{1}=e^{2t},\quad x_{2}=e^{3t}}.
Volviendo a la ecuación, definiendo:
{\displaystyle {\begin{matrix}y_{1}=&x,\\y_{2}=&x',\end{matrix}}}
resulta el sistema asociado:
{\displaystyle \left\{{\begin{matrix}y'_{1}=&y_{2},\\y'_{2}=&-6y_{1}+5y_{2},\end{matrix}}\right.}
que se puede reescribir de forma matricial como:
{\displaystyle {\begin{pmatrix}y'_{1}\\y'_{2}\end{pmatrix}}={\begin{pmatrix}0&1\\-6&5\end{pmatrix}}{\begin{pmatrix}y_{1}\\y_{2}\end{pmatrix}}.}
Como {\displaystyle x_{1}} y {\displaystyle x_{2}} están definidas como soluciones de la edo, derivando obtenemos las soluciones del sistema:
{\displaystyle {\vec {X_{1}}}={\begin{pmatrix}e^{2t}\\(e^{2t})'\end{pmatrix}}={\begin{pmatrix}e^{2t}\\2e^{2t}\end{pmatrix}},\quad {\vec {X_{2}}}={\begin{pmatrix}e^{3t}\\(e^{3t})'\end{pmatrix}}={\begin{pmatrix}e^{3t}\\3e^{3t}\end{pmatrix}}}.
De esta forma el Wronskiano para la ecuación nos queda como:
{\displaystyle W(x_{1},x_{2})={\begin{vmatrix}e^{2t}&e^{3t}\\2e^{2t}&3e^{3t}\end{vmatrix}}}
que coincide con el Wronskiano del sistema asociado, resultante de colocar los vectores solución juntos:
{\displaystyle W({\vec {X_{1}}},{\vec {X_{2}}})={\begin{vmatrix}e^{2t}&e^{3t}\\2e^{2t}&3e^{3t}\end{vmatrix}}}.

## Ejemplos
- Considérese las funciones {\displaystyle x^{2},} {\displaystyle x,} y {\displaystyle 1,} definidas para un número real x. Obténgase el wronskiano:

{\displaystyle W={\begin{vmatrix}x^{2}&x&1\\2x&1&0\\2&0&0\end{vmatrix}}=-2.}
Se ve que {\displaystyle W} no es cero uniforme, así que estas funciones deben ser linealmente independientes.
- Considérese las funciones {\displaystyle 2x^{2}+3}, {\displaystyle x^{2}}, y {\displaystyle 1}. Estas funciones son claramente dependientes, ya que {\displaystyle 2x^{2}+3=2(x^{2})+3(1)}. Así, el wronskiano debe ser cero, siguiendo un pequeño cálculo:

{\displaystyle W={\begin{vmatrix}2x^{2}+3&x^{2}&1\\4x&2x&0\\4&2&0\end{vmatrix}}=8x-8x=0.}
- Como se mencionaba anteriormente, si el wronskiano es cero, esto no significa en general que las funciones involucradas son linealmente dependientes. Considerando las funciones {\displaystyle x^{3}} y {\displaystyle |x^{3}|}; esto es, el valor absoluto de {\displaystyle x^{3}}. La segunda función puede ser escrita así:

{\displaystyle |x^{3}|=\left\{{\begin{matrix}-x^{3},&\mathrm {si} \;x<0\\x^{3},&\mathrm {si} \;x\geq 0\end{matrix}}\right.}
Se puede revisar que estas dos funciones son linealmente independientes sobre el conjunto de número reales, sin embargo, su wronskiano parece ser cero:
{\displaystyle W=\left\{{\begin{matrix}{\begin{vmatrix}x^{3}&-x^{3}\\3x^{2}&-3x^{2}\end{vmatrix}}=-3x^{5}+3x^{5}=0,&\mathrm {si} \;x<0\\{\begin{vmatrix}x^{3}&x^{3}\\3x^{2}&3x^{2}\end{vmatrix}}=3x^{5}-3x^{5}=0,&\mathrm {si} \;x\geq 0\end{matrix}}\right.}

## Definición abstracta
Hay un sentido en el que el wronskiano de una ecuación diferencial lineal de orden n-ésimo es el producto exterior n-ésimo. Para implementar esa idea se debe trabajar con algunas formulaciones en las que las ecuaciones diferenciales son suficientemente parecidas a vectores en el espacio: por ejemplo en el lenguaje del fibrado vectorial llevando una conexión.

## Comprobación: el wronskiano y dependencia lineal
El teorema es significativamente fácil de probar por medio de su segunda declaración mencionada anteriormente, siendo:
Si las funciones son linealmente dependientes sobre el intervalo, entonces lo son también las columnas de la matriz wronskiana asociada (la diferenciación es una operación lineal); consecuentemente, el determinante wronskiano es cero en todos los puntos del intervalo.